# Осуна
Осуна (исп. Osuna) — населённый пункт и муниципалитет в Испании, входит в провинцию Севилья, в составе автономного сообщества Андалусия.

## История
Вероятно, в окрестностях Осуны выиграл свою последнюю битву Юлий Цезарь (см. битва при Мунде). В арабское время город назывался Оксон. В 1239 г. завоёван кастильцами и передан в управление военного ордена Калатрава как важная пограничная крепость. В XV веке великий магистр ордена Педро Хирон перевёл его в личную собственность. Его правнук стал первым герцогом Осуной. Род Хиронов продолжал владеть Осуной до XIX века.

## Статистика
Муниципалитет находится в составе района (комарки) Сьерра-Сур-де-Севилья. Занимает площадь 592 км². Население 17926 человек (на 2010 год). Расстояние 86 км до административного центра провинции.

## Известные уроженцы и жители
- Айала, Хуан де (1745—1797) — испанский морской офицер, исследователь, первооткрыватель острова Алькатрас в заливе Сан-Франциско.
- Монтесинос, Фернандо — юрист, историк и геолог XVII века, получивший прозвище Южноамериканский барон Мюнхгаузен за составление уникального произведения по истории и этнографии индейцев Перу.

## В кино
- В Осуне снимались заключительные сцены фильма Микеланджело Антониони «Профессия: репортёр» (1975).

## Население
| Год  | Численность | Численность   |
| ---- | ----------- | ------------- |
| 2001 | 17 221      | [ 2 ]         |
| 2002 | 17 238      | [ 3 ]         |
| 2004 | 17 345      | [ 4 ]         |
| 2005 | 17 431      | [ 5 ]         |
| 2006 | 17 594      | [ 6 ]         |
| 2007 | 17 698      | [ 7 ]         |
| 2008 | 17 813      | [ 8 ]         |
| 2009 | 17 851      | [ 9 ]         |
| 2010 | 17 926      | [ 10 ]        |
| 2011 | 17 973      | [ 11 ]        |
| 2012 | 17 973      | [ 12 ]        |
| 2013 | 17 820      | [ 13 ]        |
| 2014 | 17 818      | [ 14 ]        |
| 2015 | 17 801      | [ 15 ]        |
| 2016 | 17 738      | [ 16 ]        |
| 2017 | 17 735      | [ 17 ]        |
| 2018 | 17 622      | [ 18 ] [ 19 ] |
| 2019 | 17 560      | [ 20 ]        |
| 2020 | 17 621      | [ 21 ]        |
| 2021 | 17 594      | [ 22 ]        |
| 2022 | 17 442      | [ 23 ]        |
| 2023 | 17 418      | [ 24 ]        |
| 2024 | 17 374      | [ 1 ]         |